# Hvitsärk
Hvitsärk o Hvitserk,  es el nombre de algunos personajes de la literatura medieval escandinava. Algunas fuentes afirman que Hvitserk y Halfdan Ragnarsson son la misma persona y Hvitserk es un apodo ya que Halfdan era un nombre común entre los vikingos.

## Ragnarssona þáttr
Hvitsärk (apodado Camisa blanca, n. 774) fue uno de los legendarios hijos del rey vikingo Ragnar Lodbrok y su esposa Kraka.
Tras vengar la muerte de su padre, Hvitsärk inició incursiones en Garðaríki y el Báltico. Sin embargo, el enemigo le superaba en número y no podía vencer, por lo que fue apresado y preguntado como deseaba morir, decidió ser quemado vivo.
Las fuentes sobre Hvitsärk son, no obstante, escasas y a veces contradictorias, solo se cita parcialmente en la saga Ragnarssona þáttr (la Historia de los hijos de Ragnar donde se le cita con el nombre de Hvitserk) y la crónica anglosajona. Algunos historiadores opinan que se trata del mismo Halfdan Ragnarsson.

## Saga de Hrólfr Kraki
Hvitserk, apodado «el Recio», un personaje de Hrólfs saga kraka. Era hermano del héroe Svipdag, ambos miembros del hird real de Hrólfr Kraki.